# Angelique (zangeres)
Angelique was het pseudoniem waaronder de Nederlandse zangeressen, Conny Schouman en Joke de Knegt voor de Nederlandse platenproducent Aad Klaris meerdere liedjes inzongen.
De liedjes werden uitgebracht op het platenlabel Olala en vielen in het genre van "ondeugende liedjes".
Zo behaalde "Angelique", ingezongen door de Rijswijkse zangeres Conny Schouman, in 1982 in de Nationale Hitparade een nummer 1-hit (nummer 2 in de Top 40) met "Een beetje geld voor een beetje liefde". Het nummer was een parodie op de hit "Ein bißchen Frieden" van Nicole en werd op een middag door haar op de band ingezongen en was eerst eigenlijk bedoeld als grap. Later werd het nummer uitgebracht op het O lala-label (Olala OL 5020), met als resultaat de eerder genoemde hitnoteringen. Op de B-kant staat de wals "Vader wat klotsen je ballen".
De meeste andere populaire nummers van Angelique (waaronder "Vanavond ben ik helemaal alleen", dat ook een notering in de hitlijsten bereikte, en "Vader wat klotsen je ballen") werden ingezongen door zangeres Joke de Knegt, destijds woonachtig in Wateringen en zangeres van de succesvolle Delftse formatie Flame. Hierna volgden eveneens in 1982: "Oh Edje, kom in m'n bedje / Ik wil je pijpen..." (Olala OL 5022), in 1983:  "Vanavond ben ik helemaal alleen / M'n poesje is helemaal nat" (Olala OL 5023) en in 1984: "De schuine polonaise / M'n Keesie" (Olala OL 5027) en "De onthullende story van Angelique / Jungle" (Start 83/019).
Conny Schouman bekende bij een interview voor de laatste uitzending van de televisie-rubriek TV Privé aan Henk van der Meijden en het eerste Weekblad Privé, waarin zij destijds de omslag behaalde, dat zij de zangeres achter het pseudoniem Angelique was, voor wat betreft de nummer 1-hit "Een beetje geld, voor een beetje liefde". Deze onthulling zorgde destijds voor veel opschudding, waardoor de zangeres besloot het bij deze uit de hand gelopen grap te laten en verder terug te keren naar het serieuzere (jazz)repertoire.